# David Domgjoni
David Domgjoni (Prizren, 21 maggio 1997) è un calciatore kosovaro con cittadinanza albanese, difensore dell'Hapoel Gerusalemme.

## Biografia
Nato in Kosovo, il 18 febbraio 2014 è diventato cittadino albanese.

## Carriera

### Club
Ha giocato nella massima serie albanese fino al 31 gennaio 2020, giorno in cui si è trasferito al Menemen.
Il 28 luglio 2021 viene acquistato dal Lucerna.

### Nazionale
Dopo avere rappresentato le selezioni giovanili under-17 e under-19 albanesi, il 31 maggio 2021 ha ricevuto la sua prima convocazione in nazionale maggiore. L'8 giugno seguente ha esordito con la nazionale kosovara giocando l'amichevole persa 1-2 contro la Guinea.

## Statistiche

### Cronologia presenze e reti in nazionale
| Cronologia completa delle presenze e delle reti in nazionale ― Kosovo | Cronologia completa delle presenze e delle reti in nazionale ― Kosovo | Cronologia completa delle presenze e delle reti in nazionale ― Kosovo | Cronologia completa delle presenze e delle reti in nazionale ― Kosovo | Cronologia completa delle presenze e delle reti in nazionale ― Kosovo | Cronologia completa delle presenze e delle reti in nazionale ― Kosovo | Cronologia completa delle presenze e delle reti in nazionale ― Kosovo | Cronologia completa delle presenze e delle reti in nazionale ― Kosovo |
| Data                                                                  | Città                                                                 | In casa                                                               | Risultato                                                             | Ospiti                                                                | Competizione                                                          | Reti                                                                  | Note                                                                  |
| --------------------------------------------------------------------- | --------------------------------------------------------------------- | --------------------------------------------------------------------- | --------------------------------------------------------------------- | --------------------------------------------------------------------- | --------------------------------------------------------------------- | --------------------------------------------------------------------- | --------------------------------------------------------------------- |
| 8-6-2021                                                              | Manavgat                                                              | Kosovo                                                                | 1 – 2                                                                 | Guinea                                                                | Amichevole                                                            | -                                                                     | 42’                                                                   |
| 11-6-2021                                                             | Manavgat                                                              | Kosovo                                                                | 1 – 0                                                                 | Gambia                                                                | Amichevole                                                            | -                                                                     |                                                                       |
| 9-10-2021                                                             | Solna                                                                 | Svezia                                                                | 3 – 0                                                                 | Kosovo                                                                | Qual. Mondiali 2022                                                   | -                                                                     | 73’                                                                   |
| Totale                                                                |                                                                       | Presenze                                                              | 3                                                                     |                                                                       | Reti                                                                  | 0                                                                     |                                                                       |